# Florian Geyer

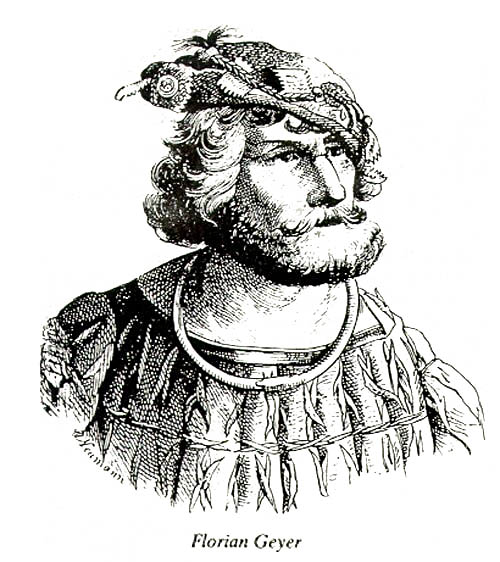
Stich, der Kunz von der Rosen zeigt, aber später auch für Illustrationen von Klaus Störtebeker und Florian Geyer benutzt wurde

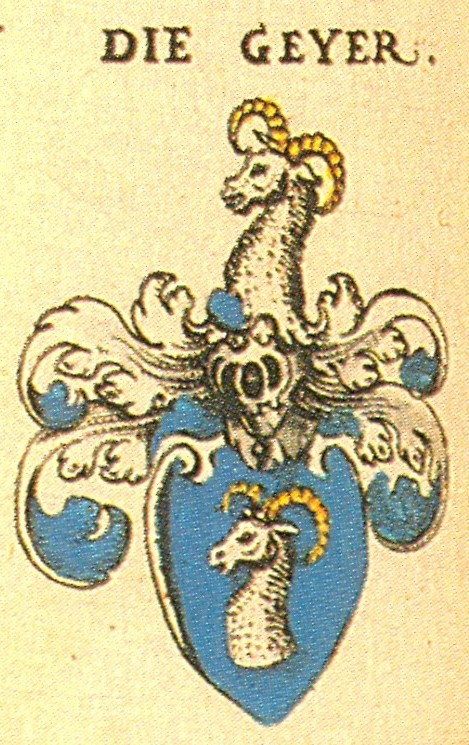
Wappen der Familie Geyer nach Siebmachers Wappenbuch

Florian Geyer (auch: Florian Geier von Giebelstadt; * um 1490 in Giebelstadt; † 10. Juni 1525 im Gramschatzer Wald bei Würzburg) war ein fränkischer Reichsritter, Truppenführer im Dienst des Markgrafen Albrecht von Brandenburg-Ansbach und Diplomat. Er übernahm im Bauernkrieg 1525 die Führung des Schwarzen Haufens.

## Leben
Aus dem fränkischen Adelsgeschlecht Geyer von Giebelstadt stammend, wurde er als jüngster von drei Brüdern geboren. Nachdem sein Vater Dietrich († 1492) und seine beiden älteren Brüder gestorben waren, erbte er schon sehr jung ein beachtliches Vermögen und umfangreiche Ländereien, die ihm fortan ein von finanziellen Sorgen freies Leben erlaubten.
Von 1512 bis 1513 führte ihn eine Reise zu Heinrich VIII. nach England. 1517 wurde er nach einem Zinsstreit mit dem Würzburger Kollegiatstift Neumünster, das eine 350 Jahre alte Forderung ohne schriftlichen Beleg von ihm einforderte, exkommuniziert und blieb bis zu seinem Tode im Bann.
1519 diente er als Lehnsmann des Markgrafen Kasimir von Ansbach im Heer des Schwäbischen Bundes als Landsknechtsführer in einer Strafexpedition gegen Herzog Ulrich von Württemberg und unter anderem gegen dessen Amtmann in Möckmühl, Götz von Berlichingen.

### Im Dienst Albrechts von Brandenburg-Preußen
Noch im selben Jahr trat Geyer auf Bitte seines Lehnsherrn in die Dienste von dessen Bruder, dem Hochmeister des Deutschen Ordens Albrecht von Brandenburg-Ansbach, um ihn bei einer drohenden Auseinandersetzung mit dem Königreich Polen als erfahrener Hauptmann zu unterstützen. Bis 1523 stand er als Truppenführer im Dienst des Hochmeisters, für den er, als sich die militärische Lage ungünstig entwickelte, in diplomatischer Mission die Höfe Europas besuchte.
Er führte 1520 die Waffenstillstandsverhandlungen mit Polen und nahm 1523 an den Verhandlungen des Schweinfurter Rittertages teil. Im gleichen Jahr begleitete er seinen Fürsten zu einem Gespräch mit Martin Luther in Wittenberg.

### Berater und Verhandlungsführer der Tauberbauern
Florian Geyer war bei Ausbruch des Bauernkrieges 1525 als Berater und Verhandlungsführer der Tauberbauern tätig.
Er unterstützte die Organisation des Bauernheeres und half bei der Erarbeitung strategischer Grundsätze. Es gelang ihm als Unterhändler, mehrere kleinere Städte, unter anderem auch das relativ große Rothenburg ob der Tauber, zu gewinnen. Er führte Verhandlungen mit Würzburg und dem Markgrafen Kasimir von Brandenburg-Ansbach-Bayreuth. Sein Ziel im Kampf gegen das Landesfürstentum war eine auf Bauern- und Bürgertum gegründete Reichsreform, mit der lutherischen Lehre als moralischer Grundlage und auf die Beseitigung der geistlichen und adligen Vorrechte zielend. Geyer vermochte sich bei den radikalisierten Bauern mit seinen Vorschlägen jedoch nicht durchzusetzen und stieß wegen seiner adeligen Herkunft oft auf Misstrauen.
Erst als die Truppen des Schwäbischen Bundes unter Georg Truchsess von Waldburg-Zeil sich gegen die Bauern in Marsch setzten und ihnen erste schwere Niederlagen beibrachten, wurde auf Anraten Geyers der Versuch gemacht, einen Frieden unter Vermittlung seines einstigen Lehnsherrn auszuhandeln. Geyer reiste nach Rothenburg, um die Eskorte Kasimirs zu erwarten. Nach der Niederlage der Bauern in den Entscheidungsschlachten bei Königshofen (2. Juni 1525) und Ingolstadt in Unterfranken (4. Juni 1525) wurde der noch auf die Eskorte wartende Geyer vom Stadtrat aus der Stadt Rothenburg ausgewiesen und ritt allein nach Norden.
In der Nacht vom 9. auf den 10. Juni 1525 soll Geyer von zwei Knechten seines Schwagers Wilhelm von Grumbach im Gramschatzer Wald bei Würzburg ausgeraubt und erstochen worden sein; eindeutige Belege hierfür sind jedoch nicht bekannt. Der Verbleib seines Leichnams sowie die Lage seines Grabes sind unbekannt.

## Rezeption

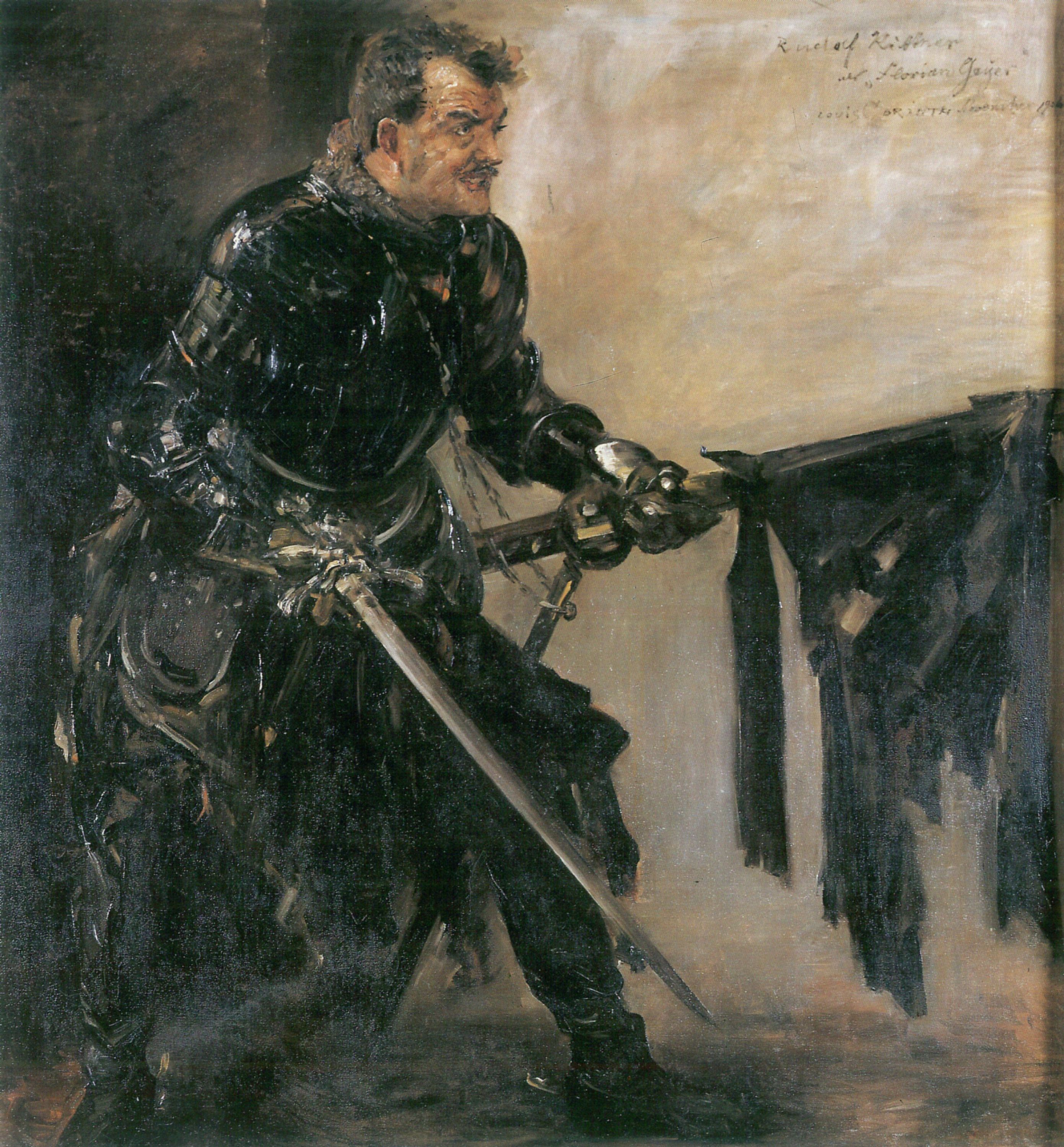
Porträt des Rudolf Rittner als Florian Geyer, Gemälde von Lovis Corinth 1906

Wegen des freiwilligen Verzichts auf ein Leben im Luxus und des Einstehens für seine Überzeugungen eignet sich Florian Geyer weitaus besser als die Figur des Götz von Berlichingen oder des „Bauernkanzlers“ Wendel Hipler zum Vorbild. Im NS-Staat wurde die 8. SS-Kavalleriedivision der Waffen-SS nach ihm benannt, und die gleichgeschaltete Studentenschaft an der Landwirtschaftlichen Hochschule Hohenheim nannte sich nun Kameradschaft Florian Geyer. Auch das Grenzregiment 3 „Florian Geyer“ der DDR und einige Landwirtschaftliche Produktionsgenossenschaften (LPG) waren nach ihm benannt. Darüber hinaus wurden zu DDR-Zeiten etliche Straßen nach Florian Geyer benannt, besonders häufig in ländlichen Gemeinden und in Wohnlagen mit Bezug zur Bodenreform (Neubauerndörfer). Die Max-Schnabel-Straße in Heidingsfeld, einem Stadtteil von Würzburg, wurde am 11. August 1933 in Florian-Geyer-Straße umbenannt.
Das Volkslied Wir sind des Geyers schwarzer Haufen der Bündischen Jugend verherrlichte nach dem Ersten Weltkrieg die Taten Geyers.
Der Schriftsteller Gerhart Hauptmann schuf 1894/1895 das Drama Florian Geyer.
Jedes Jahr im Sommer werden an mehreren Wochenenden die Florian-Geyer-Freilichtspiele im ehemaligen Geyerschloss in Giebelstadt aufgeführt.

### Sachbücher
- Hermann Barge: Florian Geyer. Eine biographische Studie. Gerstenberg Verlag, Leipzig 1920, Nachdruck Hildesheim 1972, ISBN 3-8067-0124-5.
- Wilhelm Benkert: Der historische Florian Geyer. In: Beiträge zur Geschichte der Marktgemeinde Giebelstadt. Giebelstadt 1970, S. 1–24.
- Wilhelm Blos: Florian Geyer – Lebens- und Charakterbild aus dem großen Bauernkrieg. J. H. W. Dietz Nachfolger, Berlin 1924 (= Die kleine Reihe. Band 3).
- Christa Dericum: Des Geyers schwarze Haufen. Florian Geyer und der deutsche Bauernkrieg. Bertelsmann, München 1980, ISBN 3-570-07254-1.
- Friedrich Engels: Der deutsche Bauernkrieg. In: Neue Rheinische Zeitung. Politisch-ökonomische Revue. Heft 5–6, 1850; Neuausgabe nach der letzten von Friedrich Engels besorgten Ausgabe von 1875 in: Karl Marx – Friedrich Engels – Werke. Band 7. Dietz, Berlin 1960, S. 377–400 (Online bei Zeno.org).
- Günther Franz: Der deutsche Bauernkrieg. Wissenschaftliche Buchgesellschaft, Darmstadt 1987, ISBN 3-534-03424-4.
- Dagobert von Mikusch: Florian Geyer und der Kampf um das Reich. Schlegel, Berlin 1941.
- Friedrich Wencker-Wildberg: Wie Florian Geyer starb. In: Ins Land der Franken fahren – Ein Heimatbuch in Wort und Bild. 5. Band. Mainpresse, Würzburg 1961, S. 34–37.

### Artikel
- Wilhelm Blos: Florian Geyer. Lebens- und Karakterbild aus dem großen Bauernkrieg.
  - In: Die neue Zeit. Revue des geistigen und öffentlichen Lebens. Band 4, Heft 2, 1886, S. 58–65. (Digitalisat).
  - In: Die neue Zeit. Revue des geistigen und öffentlichen Lebens. Band 4, Heft 3, 1886, S. 108–116. (Digitalisat).
  - In: Die neue Zeit. Revue des geistigen und öffentlichen Lebens. Band 4, Heft 4, 1886, S. 165–174. (Digitalisat).

### Lexika
- Alfred Stern: Geyer, Florian. In: Allgemeine Deutsche Biographie (ADB). Band 8, Duncker & Humblot, Leipzig 1878, S. 502 f.
- M. Meyer: Geyer, Florian. In: Biographisches Lexikon zur deutschen Geschichte. Deutscher Verlag der Wissenschaften, Berlin 1967, S. 158–159.
- Günther Franz: Geyer, Florian. In: Neue Deutsche Biographie (NDB). Band 6, Duncker & Humblot, Berlin 1964, ISBN 3-428-00187-7, S. 357 f. (Digitalisat).

### Belletristik – Romane
- Sandra Dittrich: Die silberne Stiefelschnalle – Das Rätsel um Florian Geyers Tod. Historischer Roman. Erschienen als E-Book bei Neobooks, München 2013, ISBN 978-3-8476-3329-7.
- Robert Heller: Florian Geyer. 3 Bände. 1848. Google
- Jeremiah Pearson: Freiheitsbund-Saga. 3 Bände. Lübbe, Köln 2015–2017. (Florian Geyer nimmt in der Handlung eine wichtige Rolle ein)
  - Die Täuferin. (= Freiheitsbund-Saga. Band 1). Übersetzung aus dem Englischen von Axel Merz. Lübbe, Köln 2015, ISBN 978-3-7857-2537-5.
  - Die Ketzer. (= Freiheitsbund-Saga. Band 2). Übersetzung aus dem Englischen von Axel Merz. Lübbe, Köln 2016, ISBN 978-3-7857-2556-6.
  - Der Bauernkrieger. (= Freiheitsbund-Saga. Band 3). Übersetzung aus dem Englischen von Holger Hanowell. Lübbe, Köln 2017, ISBN 978-3-7857-2587-0.

### Belletristik – Dramen
- Gerhart Hauptmann: Florian Geyer. Die Tragödie des Bauernkrieges. Reclam, Stuttgart 2002, ISBN 3-15-007841-5.

Uraufführung des Dramas am 4. Januar 1896 im Deutschen Theater Berlin.
- Nikolaus Fey: Florian Geyer – Bauernkrieg 1525. Schauspiel, Würzburg 1925 („Volksspiel“) und 1937 („Bauernfreiheitsspiel“).